# Home Alone 3
Ở nhà một mình 3 (tiếng Anh: Home Alone 3) là một bộ phim Mỹ kể về chú bé Alex. Phim được sản xuất vào tháng 12 năm 1997 nằm trong series phim Ở nhà một mình.
Phim này được phát hành đầu tiên tại Mỹ và sau đó đã lan ra toàn cầu. Năm 2005, phim này được chiếu tại Việt Nam và đã có phụ đề tiếng Việt.

## Cốt truyện
Một vụ con chip máy tính bị bốn tên trộm quốc tế ăn cắp của công ty máy tính. Chúng đã giấu trong chiếc xe ô tô đồ chơi và bà Hess khi ra sân bay ở San Fansisco đã lấy nhầm túi. Khi đến Chicago, bà lên chiếc taxi trở về trung tâm thành phố và bị một tên chụp biển số xe. Sau khi chú bé Alex dọn tuyết xong, bà không trả tiền công mà lại trả cho chú chiếc xe đồ chơi của bọn trộm và cầm về nhà. Bọn chúng ngơ ngác vì nhà nào cũng giống nhau nên không tìm ra được.
Chú bé Alex gọi cảnh sát ba lần nhưng bọn chúng đều chạy trốn khiến chú bị mẹ la mắng. Cuối cùng bị bọn trộm lọt vào nhà, chú đặt bẫy ở khắp nơi khiến bọn trộm gặp nhiều rắc rối. Sau đó cảnh sát biết tin đã đến bắt ba tên đồng bọn, còn tên chủ mưu đã trốn đến nhà bà Hess và gặp được Alex. Chú bé Alex đã nhờ con vẹt đưa que diêm đến đốt đống pháo ở trong cái hầm. Cuối cùng Alex được tiền thưởng của công ty và được tất cả mọi người trong gia đình xin lỗi vì từ đầu đã không tin chú bé. Sau đó chú cho chuột bạch và con vẹt ngồi lên cái xe đồ chơi. Bọn trộm bị giam tại một nhà tù.

## Diễn viên
- Alex Pruitt — (Alex D. Linz) là chú bé 8 tuổi sống tại Chicago.
- Peter Beaupre — (Olek Krupa).
- Alice Ribbons — (Rya Kihlstedt)
- Burton Jernigan — (Lenny von Dohlen)
- Earl Unger — (David Thornton)
- Karen Pruitt — (Haviland Morris) Mẹ Alex.
- Jack Pruitt — (Kevin Kilner) Bố Alex.
- Mrs. Hess — (Marian Seldes)
- Stan Pruitt — (Seth Smith) Anh trai Alex.
- Molly Pruitt — (Scarlett Johansson) Chị gái Alex.
- Police Officers — (Neil Flynn) Cảnh sát của Chicago.

## Doanh thu
Bộ phim này có doanh thu rất cao là $79.000.000 trên khắp thế giới

## Nhạc phim
| Danh sách ca khúc | Danh sách ca khúc                                                | Danh sách ca khúc   | Danh sách ca khúc |
| STT               | Nhan đề                                                          | Nghệ sĩ             | Thời lượng        |
| ----------------- | ---------------------------------------------------------------- | ------------------- | ----------------- |
| 1.                | "My Town"                                                        | Cartoon Boyfriend   | 3:18              |
| 2.                | "All I Wanted Was a Skateboard"                                  | Super Deluxe        | 2:34              |
| 3.                | "I Want It All"                                                  | Dance Hall Crashers | 3:19              |
| 4.                | "Almost Grown"                                                   | Chuck Berry         | 2:20              |
| 5.                | "School Day (Ring! Ring! Goes the Bell)"                         | Chuck Berry         | 2:42              |
| 6.                | "Bad, Bad Leroy Brown" (phiên bản không được sử dụng trong phim) | Jim Croce           | 3:01              |
| 7.                | "Green-Eyed Lady" (phiên bản không được sử dụng trong phim)      | Sugarloaf           | 3:40              |
| 8.                | "Let It Snow! Let It Snow! Let It Snow!"                         | Dean Martin         | 1:57              |
| 9.                | "Home Again"                                                     | Oingo Boingo        | 5:26              |
| 10.               | "Nite Prowler"                                                   | The Deuce Coupes    | 1:46              |
| 11.               | "Tall Cool One"                                                  | The Wailers         | 2:35              |
| 12.               | "Home Alone 3 Suite"                                             | Nick Glennie-Smith  | 8:01              |